# 吴若岩
吴若岩（1903年—2005年），山东蓬莱人，中华人民共和国政治人物。
担任山东分局财委副主任。1954年，当选第一届全国人民代表大会代表。